# リップティント

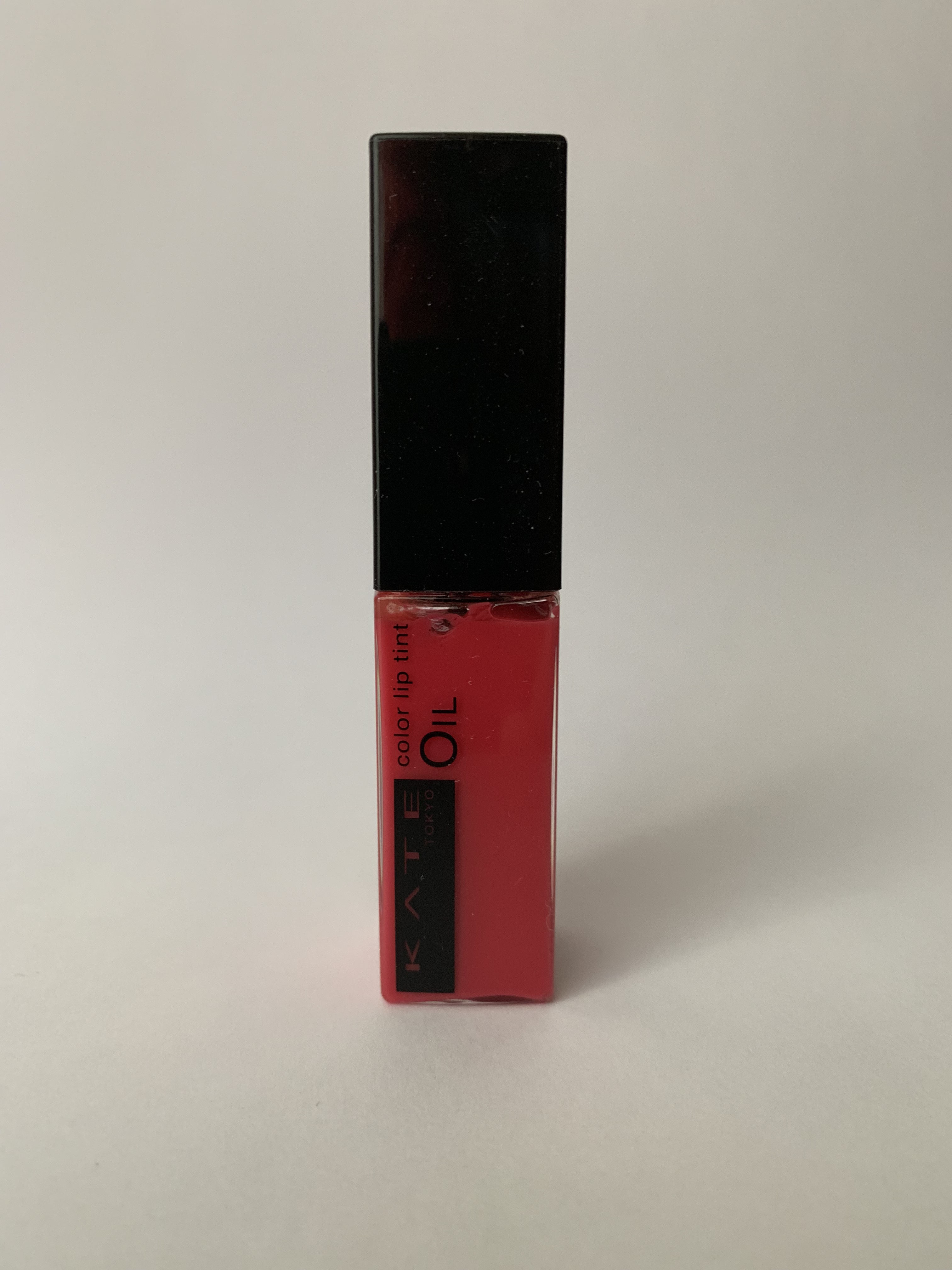
リキッドタイプのリップティント

リップティント (lip tint、lip stain) とは、リップグロス、リップスティック、リップバームなどのリップ製品のうち、色素に染料を用いることで、色落ちしにくい、唇のpHや水分量によって発色が変わるなどの特長を有するものである。

## 特徴
リップティント処方により色落ちしにくい。また、ワックスベースのリップスティックのように唇の表面に着色された被膜があるのではなく、唇そのものが染まったような発色を見せる。使用者の唇のpHや水分量で発色が変わることで、オリジナルカラーになることも若年層への訴求となっている。唇の内側に塗り、その後、綿棒などで外側に広げていくことで、容易にグラデーションリップに仕上げることができる。製品形状は、液状、スティック状など様々である。化粧品の種類別名称やそれに代えて用いることのできる名称にリップティントはなく、製品形状により、リップグロスその他の名称となる。
パックのように塗って乾いてから剥がすと唇が染まっているタイプのリップティントも製品化されている。このタイプは、色が長時間持つことを特長とするが、乾いてから剥がすまでは発色が分からないため、色の調整やグラデーションリップを作ることには、あまり向いていない。

## リップティント処方
マットタイプのリップスティックの色素が顔料であるのに対して、リップティントの色素は、主に染料である。こうした油剤に油性染料を色素として加えるリップ製品の処方がリップティント処方である。ティント処方は、顔料処方と比較して、唇がカップなどに触れた場合の色移りも少なく、色が長持ちする特長がある。
リップティントは、調合にワックスはあまり含まれない。オイルとワックスで固めたタイプのリップスティックは、ワックス結晶が重なり合ってできた「カードハウス構造」の微細な空間にオイルと色素が封じ込まれており、塗布時は、摩擦で「カードハウス構造」が崩れて、唇表面に油性被膜ができ、色素はその被膜内に分散して存在する。これに対して、ワックスを含まないリップティントは、塗布後に揮発成分は蒸散し、色素は唇の角質層を染めるため、色は長持ちする。ただし、油性被膜を作るリップ製品と比較すると唇が乾燥しやすい点には、留意が必要である。
グロスタイプのリップティントは、油剤の粘度を上げるためにゲル化剤などが加えられる。油剤とゲル化剤の組み合わせによっては、固いゲル化油が得られ、これによりスティックタイプのリップティントが作られる。
リップティントの名称は唇(lip)をほのかな色に染める(tint)ということに由来しており、唇に塗った後に鮮やかに色づいていくことを訴求点とする製品も多い。こうしたカラーチェンジタイプのリップティント処方の典型例は、色素「赤色218号」とpH調整剤としてのクエン酸の組み合わせである。「赤色218号」は、pH調整剤で酸性に保たれた製品中では、薄いピンクに発色しているが、唇に塗った後にアルカリ性の方へpHが変化すると濃いピンクに発色する。

## 歴史

### 色落ちしにくいリップスティックの発明
リップティントが独立した商品カテゴリーとして成長したのは韓国からであるが、色素に染料を用いることで色落ちしにくくなるということは、ヘイゼル・ビショップの発明した色落ちしにくいリップスティックで既に実用化している。
ビショップは、第二次世界大戦中、スタンダード・オイルで航空機のカーボン・デポジットの研究に携わっていた。戦後は石油会社で燃料の研究を続けながら、余暇で色落ちしにくいリップスティックの開発に取り組む。1949年にこの開発に成功し、1950年には投資家の出資を受け、自らの化粧品会社を立ち上げて製品化する。その革新的リップスティックは、たちまち消費者に受け入れられ、商業的にも成功した。
ビショップの処方は、油性染料で唇表面を染めるという点は、リップティントと共通するが、顔料と染料の併用であることおよびオイルとワックスの調合であることから唇表面に均一な色むらのない着色被膜を形成するものであり、ゲル化剤で粘度を得た油剤に油性染料が溶けているリップティントのようにほのかな色に染める(tint)ものではなかった。

### グラデーションリップの流行
グラデーションリップは、唇の内側に濃色を塗り、外側に行くにしたがって淡色に塗る化粧法である。コンシーラーで唇の色味を消した後にグラデーションになるよう口紅を塗っていく。もとより濃色と淡色のリップ製品を併用すれば、リップティントでなくてもグラデーションリップにすることはできるが、リップティントは、唇の内側のみに塗り、綿棒や指などで外側に広げていくことで容易にグラデーションリップにすることができる。
グラデーションリップは、2014年ごろまでに韓国でトレンドとなっていった。グラデーションリップとそのために使用されるリップティントは、KPOPアーティストであるmiss Aメンバーのペ・スジ、f(x)メンバーのクリスタルなどの有名人が取り入れ、そのことを発信したことで、広く知られるようになった。

### 日本でのオルチャンメイクの流行
2018年ごろ、日本において「オルチャンメイク」の名称で韓国風メイクが注目され、それとともにリップティントも普及していった。「オルチャンメイク」では、「赤リップ」が強調されるため、リップティントとそれより赤の色濃い他のリップ製品が併用されることもある。2018年にサイバーエージェントの連結子会社LIVE STA.が行った調査によると、10代から20代の女性の約四分の一は韓国製化粧品を使用しており、リップティントは、その中心的なアイテムの一つであった。女子高校生は、「オルチャンメイク」を通じてリップティントに慣れ親しむ場合も多い。「Popteen」などのティーンズファッション雑誌で、繰り返し「オルチャンメイク」の方法が紹介される中で、付録としてリップティントが付けられることもある。
リップティントは、ティーンズファッション雑誌のみならず、成人女性向けファッション雑誌にも多く取り上げられ、リップティントを販売するメーカーも、ハイブランドから100円ショップまで広がりを見せている。